# イカ県
イカ県（イカけん、スペイン語: Departamento de Ica）は、ペルーを構成する24の県の1つである。県庁所在地はイカ市。
イカ県には世界遺産のナスカの地上絵があり、パラカス国立自然保護区やバジェスタス島は、ペルー国内有数の観光地である。南米最古のブドウ畑が所在するなど、ワイナリー巡りも有名。ワカチナやパラカスはリゾート地として知られている。

## 隣接する県
- リマ県
- ワンカベリカ県
- アヤクーチョ県
- アレキパ県

## 行政区画
行政区画は5つの郡（英語：provinces。スペイン語：provincias、単数：provincia）に分けられる。それらは43の地区（英語：districts。スペイン語：distritos、単数：distrito）から構成される。
郡は以下の通りである。
| No | 郡名           | 中心地          | 図 |
| -- | -------------- | --------------- | -- |
| 1  | チンチャ郡(en) | チンチャ アルタ |    |
| 2  | ピスコ郡(en)   | ピスコ          |    |
| 3  | イカ郡(en)     | イカ            |    |
| 4  | パルパ郡(en)   | パルパ          |    |
| 5  | ナスカ郡(en)   | ナスカ          |    |

## 主な特産品
アスパラガス、ブドウ、ワイン、ピスコ、豆類（パヤーレス）、テハ（ドライフルーツやナッツを包んだお菓子）が主な特産品。アスパラガスは北米に多く輸出しており、重要な輸出源となっている他、白く平べったいパヤーレスと呼ばれるイカのライマメは、ペルーの国家競争・知的所有権保護庁（INDECOPI）により、原産地呼称制度に登録されている。太陽光が強いイカで作られるワインは、糖度が高くフルーティーな味わいが特徴。ペルー国内で食用ブドウが生産されているのはイカ県のみである。

## 観光
首都リマから日帰りでの観光が可能なため、近年観光客数が上昇している。砂漠でのサンドバギー、野生動物を観察するバジェスタス島のボートサファリ、自然保護区内のビーチエリア観光、ナスカの地上絵をセスナ機で観覧するツアー、ワイナリー巡りなどのアクティビティが人気。主要な観光地は以下。
- ワカチナのオアシス
- パラカス国立自然保護区
- バジェスタス島
- ナスカの地上絵
- イカ県博物館

醸造所TACAMAのブドウ畑は、南米最古と言われている。ペルー政府観光庁によると、2018年の観光客満足度は83.2％だった。パラカス国立自然保護区内の「カンデラブロ（燭台）」と呼ばれる地上絵は、国の文化遺産に登録されている。

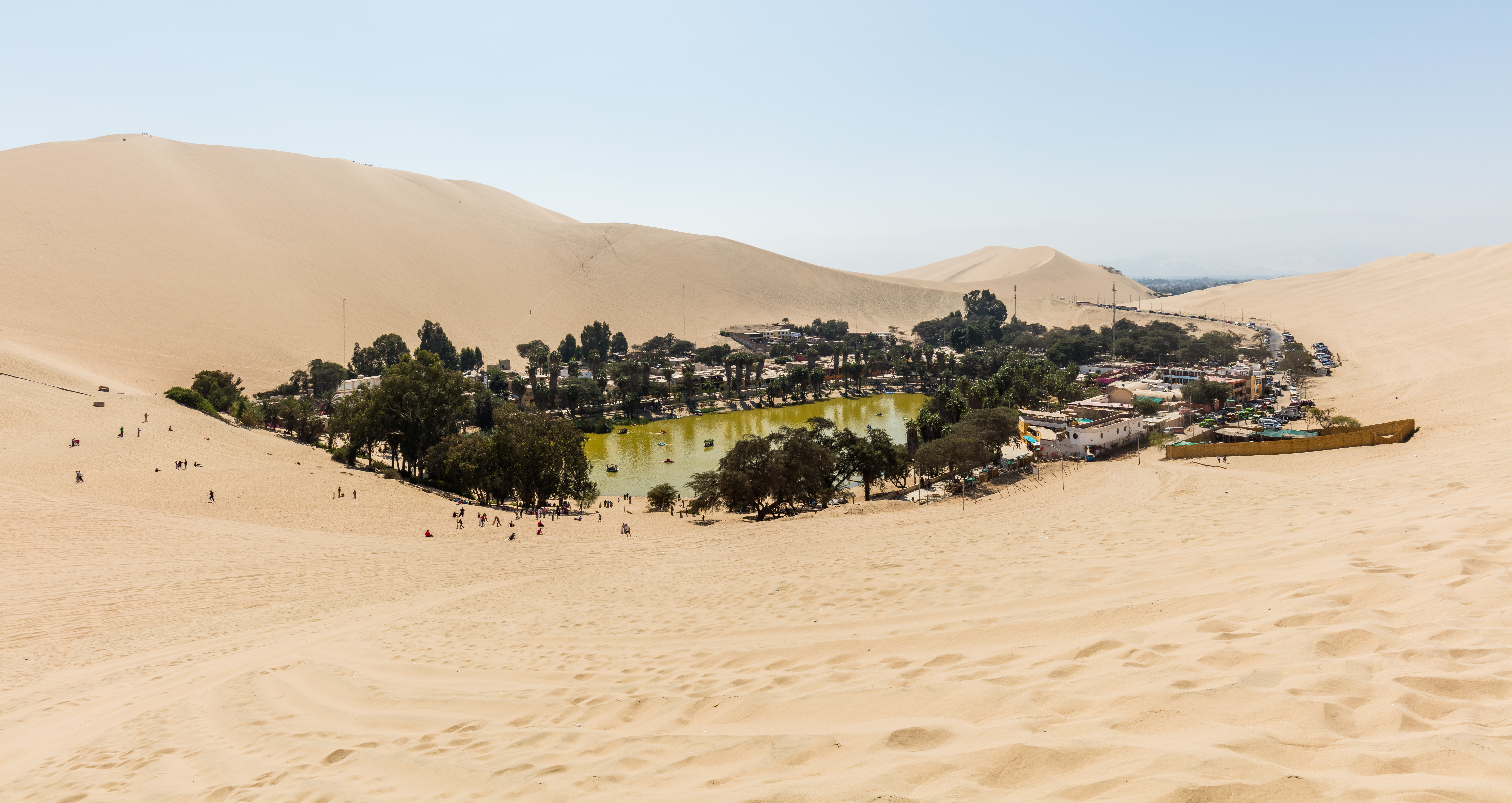
ワカチナのオアシス
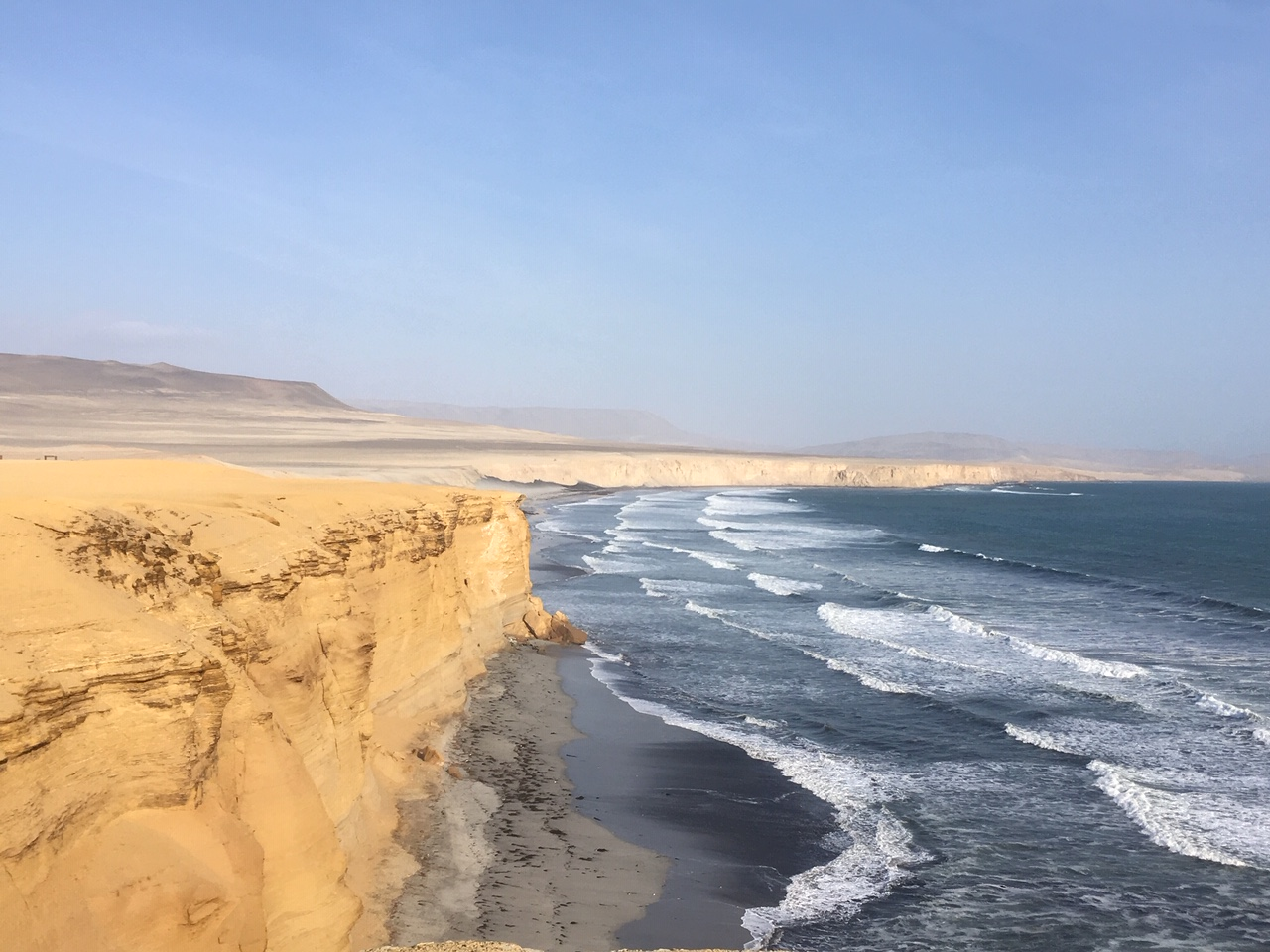
パラカス国立自然保護区
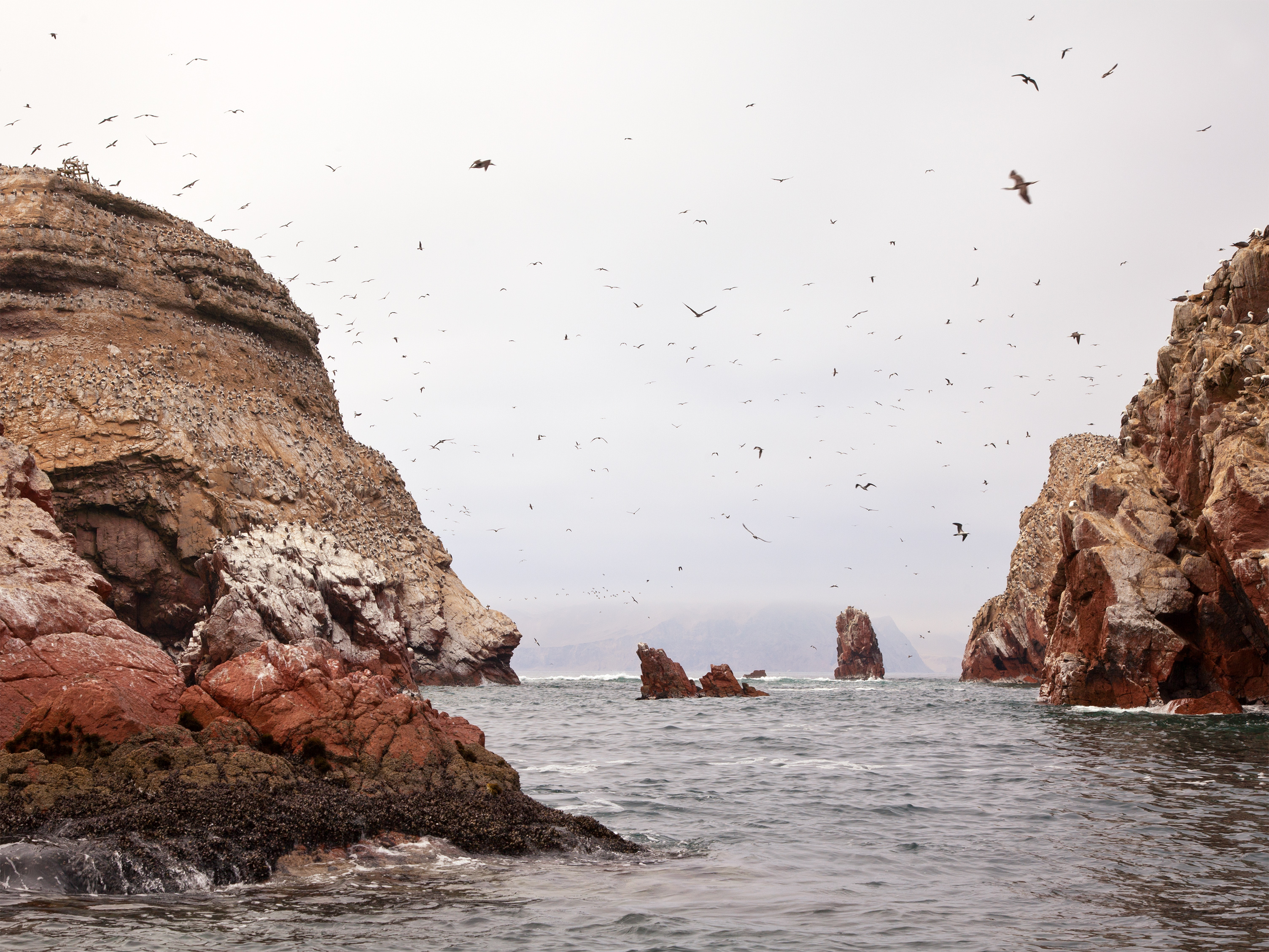
バジェスタス島
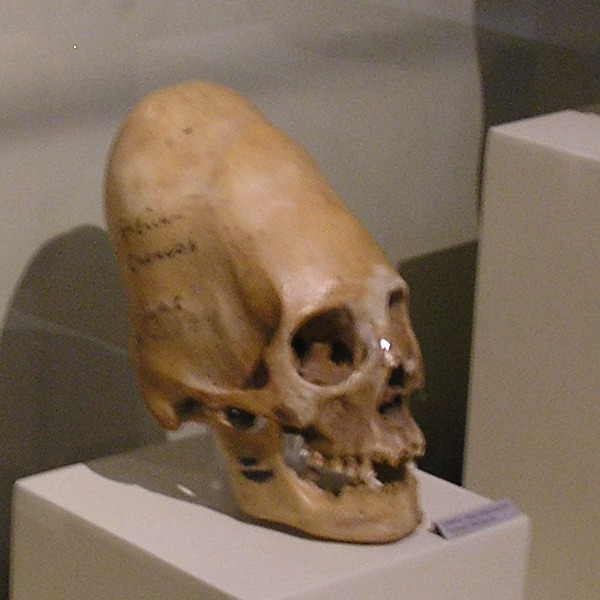
イカ県博物館
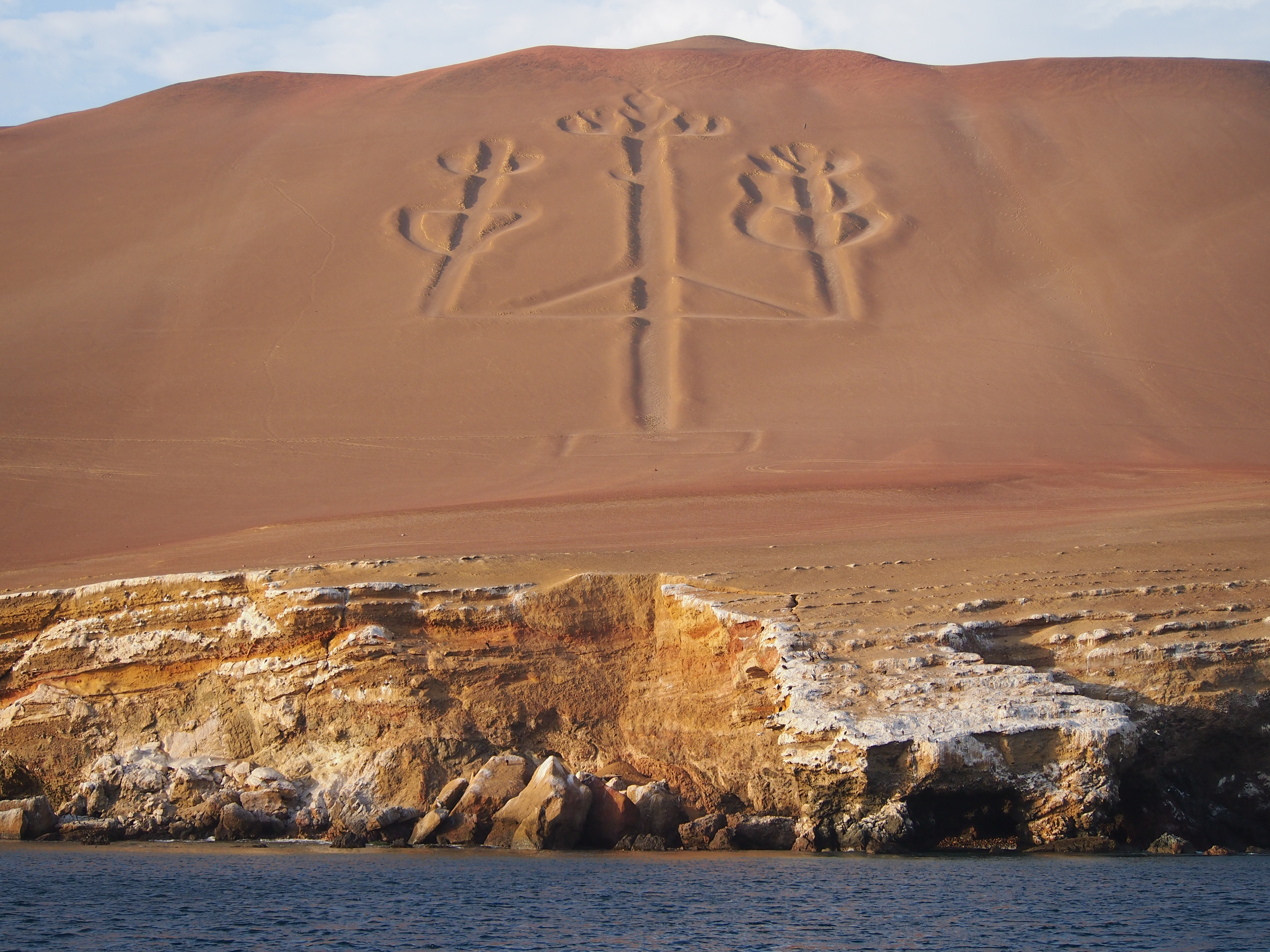
パラカスの地上絵「カンデラブロ」

## アクセス
リマからイカの中心地までは、バスで約4時間半。県内の空港は、ピスコ郡にあるピスコ空港のみ。クスコからの便が発着する他、ナスカの地上絵を観覧するためのセスナ機の発着もしている。